# رکلازپام
رکلازپام (انگلیسی: Reclazepam) دارویی از مشتقات بنزودیازپین است. این دارو دارای اثرات آرام بخش و ضداضطراب مشابه با سایر مشتقات بنزودیازپین است و مدت اثر کوتاهی دارد.